# Alex Marello
Alexander (Alex) Marello (Burnaby, 28 september 1988) is een Canadees voetballer die als middenvelder speelt.
Marelo kwam in de jeugd uit voor Alfredo Valente op de Alpha Secondary School. Hij speelde een jaar voor de Bearcats, het team van de Universiteit van Cincinnati en daarna voor Ontario United FC . Vanaf 2009 speelde hij voor de Vancouver Thunderbirds.
In zowel het seizoen 2010/11 als in het seizoen 2011/12 speelde hij een periode in Nederland voor Veendam en speelde in totaal 11 wedstrijden. In 2012 speelde Marello 12 wedstrijden voor Vancouver Whitecaps FC Residency. Datzelfde jaar ging hij voor amateurclub Khalsa SC in de Pacific Coast Soccer League spelen en in 2013 ging hij voor Club Inter  in de Vancouver Metro Soccer League (VMSL) spelen. 
Hij was Canadees jeugdinternational onder 17 en onder 20.